# Борец Кармихеля
Боре́ц Кармихеля (лат. Aconitum carmichaelii) — многолетнее травянистое растение, вид рода Борец (Aconitum) семейства Лютиковые (Ranunculaceae).

## Ботаническое описание
Высота растения около 1,50 метров.
Листья тёмно-зелёные глянцевые, трёхлопастные, глубокорассечённые
Цветки крупные, светло-синего цвета, образуют плотные соцветия, достигающие 60 см в длину. Цветение наступает осенью, в сентябре—октябре, может длиться до наступления морозов.

## Распространение и экология
Естественный ареал находится в Восточной Азии, на территориях от Японии до центральных районов Китая, где растение известно под национальными названиями яп. 鸟 兜 (Torikabuto) и кит. 乌头 (Wu-tou).
|                                      |  |  |  |
| Слева направо: цветок, плоды, листья |  |  |  |

## Таксономия
Вид Борец Кармихеля входит в род Борец (Aconitum) трибы Живокостные (Delphinieae) подсемейства Лютиковые (Ranunculoideae) семейства Лютиковые (Ranunculaceae) порядка Лютикоцветные (Ranunculales).
|  |                       |  |                                               |                                               |                                         |  | ещё четыре подсемейства (согласно Системе APG II) | ещё четыре подсемейства (согласно Системе APG II) |                                           |  |  |  | ещё 2 рода              | ещё 2 рода          |  |  |
|  |                       |  |                                               |                                               |                                         |  | ещё четыре подсемейства (согласно Системе APG II) | ещё четыре подсемейства (согласно Системе APG II) |                                           |  |  |  | ещё 2 рода              | ещё 2 рода          |  |  |
|  |                       |  |                                               | семейство Лютиковые                           |                                         |  |                                                   |                                                   | триба Живокостные                         |  |  |  |                         | вид Борец Кармихеля |  |  |
|  |                       |  |                                               | семейство Лютиковые                           |                                         |  |                                                   |                                                   | триба Живокостные                         |  |  |  |                         | вид Борец Кармихеля |  |  |
|  | порядок Лютикоцветные |  |                                               |                                               | подсемейство Лютиковые (Ranunculoideae) |  |                                                   |                                                   | род Борец, или Аконит                     |  |  |  |                         |                     |  |  |
|  | порядок Лютикоцветные |  |                                               |                                               |                                         |  |                                                   |                                                   |                                           |  |  |  |                         |                     |  |  |
|  |                       |  | ещё десять семейств (согласно Системе APG II) | ещё десять семейств (согласно Системе APG II) |                                         |  |                                                   | ещё восемь триб (согласно Системе APG II)         | ещё восемь триб (согласно Системе APG II) |  |  |  | ещё от 250 до 300 видов |                     |  |  |
|  |                       |  |                                               | ещё десять семейств (согласно Системе APG II) |                                         |  |                                                   |                                                   | ещё восемь триб (согласно Системе APG II) |  |  |  |                         |                     |  |  |

### Разновидности
В пределах вида выделяются две разновидности:
- Aconitum carmichaelii var. carmichaelii — Китай, Северный Вьетнам
- Aconitum carmichaelii var. truppelianum (Ulbr.) W.T.Wang & P.K.Hsiao — Китай
  - [syn.  Aconitum chinense Paxton]
  - [syn. Aconitum japonicum var. truppelianum Ulbr.basionym]

## Значение и применение
Как декоративное выращивается в культуре с 1886 года.
Известен ряд декоративных сортов и культурных форм:
- 'Wilsonii' — с цветками сине-фиолетового цветка
- 'Баркерс Бар' — с цветками синего цвета

В традиционной китайской медицине считается лекарственным растением.
Все части растения крайне ядовиты.